# Oldarhian
Oldarhian es el segundo álbum de estudio de la banda noruega de black metal/thrash metal Sarke. Fue publicado el 15 de abril de 2011 a través del sello Indie Recordings.

## Historia
El 18 de octubre de 2010, Sarke —esta vez con una formación completa— entró en el estudio junto al productor Lars-Erik Westby. En febrero de 2011 se anunció que el nuevo álbum, titulado Oldarhian, sería lanzado el 15 de abril de 2011.
El 19 de abril se celebró en Oslo la fiesta de lanzamiento de Oldarhian, con la participación especial de Insidious Disease.

## Lista de canciones
| N.º   | Título                     | Duración |  |
| 1.    | «Condemned»                | 3:45     |  |
| 2.    | «Pilgrim of the Cult»      | 4:21     |  |
| 3.    | «Pessimist»                | 4:19     |  |
| 4.    | «Passage to Oldarhian»     | 4:11     |  |
| 5.    | «Flay the Wolf»            | 3:09     |  |
| 6.    | «Captured»                 | 4:36     |  |
| 7.    | «Paradigm Lost»            | 3:29     |  |
| 8.    | «Novel Dawn»               | 4:15     |  |
| 9.    | «Burning of the Monoliths» | 4:28     |  |
| 10.   | «The Stranger Brew»        | 4:06     |  |
| 40:39 |                            |          |  |

## Créditos

### Miembros
- Sarke – bajo.
- Nocturno Culto – voz.
- Asgeir Mickelson – batería.
- Cyrus – guitarra.
- Steinar Gundersen – guitarra  .
- Anders Hunstad – teclados.

### Producción
- Lars-Erik Westby – productor.